# Skála ÍF
Skála Ítróttarfelag (Skála ÍF) er en færøsk fodboldklub, der er baseret i Skála i Runavíkar kommuna. Klubben blev etableret den 15. maj 1965. De spiller pr. 2017 i Effodeildin, efter at de rykkede op fra 1. deild efter 2015-sæsonen, hvor de vandt 1. deild med 70 point.
2005-sæsonen var den hidtil bedste i klubbens historie, hvor Skála sluttede på andenpladsen i den øverste liga og kvalificerede sig til UEFA Cup 2006-07.

## Europæisk deltagelse
| Turnering          | Kampe | V | U | T | M+ | M- |
| ------------------ | ----- | - | - | - | -- | -- |
| UEFA Cup           | 2     | 0 | 0 | 2 | 0  | 4  |
| UEFA Intertoto Cup | 2     | 0 | 0 | 2 | 0  | 3  |

| Sæson   | Turnering          | Runde    | Modstander     | Resultater |
| ------- | ------------------ | -------- | -------------- | ---------- |
| 2005    | UEFA Intertoto Cup | 1. runde | Tampere United | 0–2, 0–1   |
| 2006–07 | UEFA Cup           | 1Q       | Start          | 0–1, 0–3   |

Hjemmeresultater med fed.

## Trænere
- John Petersen (2007–08)
- Alexandur Johansen (2010)
- Eliesar Olsen (2010-2013)
- Pauli Poulsen (2014–2017)
- Eyðun Klakstein[4] (2017-nu)